# Augrabies
Augrabies es un pequeño pueblo en la provincia Septentrional del Cabo, Sudáfrica, situado en la ladera sur del río Orange, a cerca de 100 km de Upington. Se localiza en la ruta R359, justo afuera del parque nacional de las Cataratas Augrabies, donde se encuentran las Cataratas Augrabies, que le su dan nombre a la ciudad.

## Historia
El pueblo Nama vivió en la zona por siglos y logró adaptarse a las duras condiciones. Aukoerebies, que es su nombre en el idioma Khoi, significa "el lugar del gran ruido" y hace referencia al estruendo que se provoca cuesta abajo durante los 60 metros de la cascada.